# Vuelta al Ecuador 2010
La 31.ª edición de la Vuelta al Ecuador se disputó entre el 19 y el 22 de noviembre de 2010, siendo puntuable para el UCI America Tour.
En esta edición la competencia se vio recortada de las tradicionales 9 etapas a sólo 4 por motivos económicos según afirmaron la dirigencia de la Concentración Deportiva Pichincha y la Federación Ecuatoriana de Ciclismo, lo cual decepcionó a varios ciclistas ecuatorianos como Byron Guamá.
Las escasas diferencias que se lograron en las fugas que llegaron a término, hicieron que la clasificación individual variara todas las etapas. Se llegó a la última etapa sin un claro favorito a ganar la competencia, que se definió en los últimos kilómetros cuando Byron Guamá, realizó una fuga en solitario y llegó a meta con 1' 42" de diferencia, proclamándose por 3.ª vez campeón de la Vuelta al Ecuador.

## Equipos participantes
Nueve equipos locales y seis extranjeros totalizaronn los más de 80 participantes inscriptos en la prueba.
Entre los equipos extranjeros hubo tres escuadras de Colombia (Boyacá Orgullo de América, Multirepuestos Bosa-Ciclo Ases y Gobernación de Nariño) además de las selecciones de Argentina, Perú y República Dominicana. La selección de Bolivia con el campeón de la Vuelta a Bolivia 2010, Oscar Soliz había sido invitada pero a último momento no pudo participar de la ronda ecuatoriana.
| - Azuay/Tecnocyclo/Maxxis - Concentración Deportiva de Pichincha (CDP) - Liga Deportiva Universitaria - Panavial/Coraje Carchense - Atletas Silvio Guerra Sport - Policía Nacional CP 10 - Federación Deportiva/Gobierno Provincial del Carchi - Asociación de Ciclismo de Pichincha - Talleres Mena/La Gaceta | - Gobernación de Nariño/ASC/INGSA-ALKOSTO - Boyacá Orgullo de América - Multirepuestos Bosa-Ciclo Ases-AKT - Selección de Argentina - Selección de Perú - Selección de la República Dominicana |

## Etapas
| Etapa     | Fecha           | Recorrido              | Km    | Ganador                           | Líder                                    |
| 1.ª etapa | 19 de noviembre | Tulcán-Ibarra          | 128,5 | Byron Guamá (CDP)                 | Byron Guamá (CDP)                        |
| 2.ª etapa | 20 de noviembre | Ibarra-San Lorenzo     | 179.6 | Wilson Paneluisa (CDP)            | Libardo Niño (Panavial-Coraje Carchense) |
| 3.ª etapa | 21 de noviembre | San Lorenzo-Esmeraldas | 145.2 | Leandro Messineo (Sel. Argentina) | Leandro Messineo (Sel. Argentina)        |
| 4.ª etapa | 22 de noviembre | Santo Domingo-Quito    | 140.5 | Byron Guamá (CDP)                 | Byron Guamá (CDP)                        |

## Clasificaciones generales

### Clasificación general individual
| \| 1. \| Byron Guamá \| C.D.P. \| Ecuador \| 14h 31' 88" \| \| 2. \| Ramiro Calpa \| Policía Nacional \| Ecuador \| + 1' 05" \| \| 3. \| Alex Atapuma \| Gobernación de Nariño \| Colombia \| + 1' 16" \| \| 4. \| Libardo Niño \| Panavial/Coraje Carchense \| Ecuador \| + 1' 47" \| \| 5. \| Edson Calderón \| Gobernación de Nariño \| Colombia \| + 1' 59" \| \| 6. \| Darwin Pantoja \| Gobernación de Nariño \| Colombia \| + 2' 01" \| \| 7. \| Fernando Camargo \| Boyacá Orgullo de América \| Colombia \| + 2' 05" \| \| 8. \| Ismael Sarmiento \| Boyacá Orgullo de América \| Colombia \| + 2' 15" \| \| 9. \| Segundo Navarrete \| CDP \| Ecuador \| + 2' 37" \| \| 10. \| Santiago Ojeda \| Fed. Deportiva/Gob. Prov. del Carchi \| Ecuador \| + 2' 40" \| \| 11. \| Jorge Luis Montenegro \| Liga Deportiva Universitaria \| Ecuador \| + 2' 53" \| \| 12. \| Jhonny Caicedo \| Panavial/Coraje Carchense \| Ecuador \| + 3' 00" \| \| 13. \| Edwin Parra \| Boyacá Orgullo de América \| Colombia \| + 3' 10" \| \| 14. \| Didier Sastoque \| Multirepuestos Bosa/Ciclo Ases \| Colombia \| + 3' 19" \| \| 15. \| Argiro Zapata \| Policía Nacional \| Ecuador \| + 3' 50" \| \| 16. \| José Ruiz \| CDP \| Ecuador \| + 6' 50" \| \| 17. \| Juan Carlos Montenegro \| Policía Nacional \| Ecuador \| + 9' 36" \| \| 18. \| Freddy Montaña \| Boyacá Orgullo de América \| Colombia \| + 10' 34" \| \| 19. \| Héctor Chiles \| Policía Nacional \| Ecuador \| + 11' 50" \| \| 20. \| Jorge Gallegos \| CDP \| Ecuador \| + 12' 55" \| |                        |                                      |          |             |
| 1. | Byron Guamá            | C.D.P.                               | Ecuador  | 14h 31' 88" |
| 2. | Ramiro Calpa           | Policía Nacional                     | Ecuador  | + 1' 05"    |
| 3. | Alex Atapuma           | Gobernación de Nariño                | Colombia | + 1' 16"    |
| 4. | Libardo Niño           | Panavial/Coraje Carchense            | Ecuador  | + 1' 47"    |
| 5. | Edson Calderón         | Gobernación de Nariño                | Colombia | + 1' 59"    |
| 6. | Darwin Pantoja         | Gobernación de Nariño                | Colombia | + 2' 01"    |
| 7. | Fernando Camargo       | Boyacá Orgullo de América            | Colombia | + 2' 05"    |
| 8. | Ismael Sarmiento       | Boyacá Orgullo de América            | Colombia | + 2' 15"    |
| 9. | Segundo Navarrete      | CDP                                  | Ecuador  | + 2' 37"    |
| 10. | Santiago Ojeda         | Fed. Deportiva/Gob. Prov. del Carchi | Ecuador  | + 2' 40"    |
| 11. | Jorge Luis Montenegro  | Liga Deportiva Universitaria         | Ecuador  | + 2' 53"    |
| 12. | Jhonny Caicedo         | Panavial/Coraje Carchense            | Ecuador  | + 3' 00"    |
| 13. | Edwin Parra            | Boyacá Orgullo de América            | Colombia | + 3' 10"    |
| 14. | Didier Sastoque        | Multirepuestos Bosa/Ciclo Ases       | Colombia | + 3' 19"    |
| 15. | Argiro Zapata          | Policía Nacional                     | Ecuador  | + 3' 50"    |
| 16. | José Ruiz              | CDP                                  | Ecuador  | + 6' 50"    |
| 17. | Juan Carlos Montenegro | Policía Nacional                     | Ecuador  | + 9' 36"    |
| 18. | Freddy Montaña         | Boyacá Orgullo de América            | Colombia | + 10' 34"   |
| 19. | Héctor Chiles          | Policía Nacional                     | Ecuador  | + 11' 50"   |
| 20. | Jorge Gallegos         | CDP                                  | Ecuador  | + 12' 55"   |

### Clasificación por puntos
| \| 1. \| Byron Guamá \| Ecuador \| CDP \| 69 puntos \| \| 2. \| Libardo Niño \| Colombia \| Panavial/Coraje Carchense \| 49 puntos \| \| 3. \| Edson Calderón \| Colombia \| Gobernación de Nariño \| 37 puntos \| |                |          |                           |           |
| 1. | Byron Guamá    | Ecuador  | CDP                       | 69 puntos |
| 2. | Libardo Niño   | Colombia | Panavial/Coraje Carchense | 49 puntos |
| 3. | Edson Calderón | Colombia | Gobernación de Nariño     | 37 puntos |

### Clasificación Metas volantes
| \| 1. \| Daniel Balsero \| Colombia \| Multirepuestos Bosa/Ciclo Ases \| 14 puntos \| \| 2. \| José Ragonessi \| Ecuador \| CDP \| 13 puntos \| \| 3. \| Jhon Montaño \| Colombia \| Gobernación de Nariño \| 7 puntos \| |                |          |                                |           |
| 1. | Daniel Balsero | Colombia | Multirepuestos Bosa/Ciclo Ases | 14 puntos |
| 2. | José Ragonessi | Ecuador  | CDP                            | 13 puntos |
| 3. | Jhon Montaño   | Colombia | Gobernación de Nariño          | 7 puntos  |

### Clasificación de la montaña
| \| 1. \| Fernando Camargo \| Colombia \| Boyacá Orgullo de América \| 47 puntos \| \| 2. \| Darwin Pantoja \| Colombia \| Gob. de Nariño \| 42 puntos \| \| 3. \| Libardo Niño \| Colombia \| Panavial/Coraje Carchense \| 32 puntos \| |                  |          |                           |           |
| 1. | Fernando Camargo | Colombia | Boyacá Orgullo de América | 47 puntos |
| 2. | Darwin Pantoja   | Colombia | Gob. de Nariño            | 42 puntos |
| 3. | Libardo Niño     | Colombia | Panavial/Coraje Carchense | 32 puntos |

### Clasificación por equipos
| \| 1. \| Gobernación de Nariño \| Colombia \| 43h 39' 20" \| \| 2. \| Boyacá Orgullo de América \| Colombia \| + 19" \| \| 3. \| Concentración Deportiva Pichincha \| Ecuador \| + 4' 01" \| \| 4. \| Policía Nacional CP 10 \| Ecuador \| + 9' 05" \| \| 5. \| Panavial/Coraje Carchense \| Ecuador \| + 12' 51" \| |                                   |          |             |
| 1. | Gobernación de Nariño             | Colombia | 43h 39' 20" |
| 2. | Boyacá Orgullo de América         | Colombia | + 19"       |
| 3. | Concentración Deportiva Pichincha | Ecuador  | + 4' 01"    |
| 4. | Policía Nacional CP 10            | Ecuador  | + 9' 05"    |
| 5. | Panavial/Coraje Carchense         | Ecuador  | + 12' 51"   |